# Scott Circle

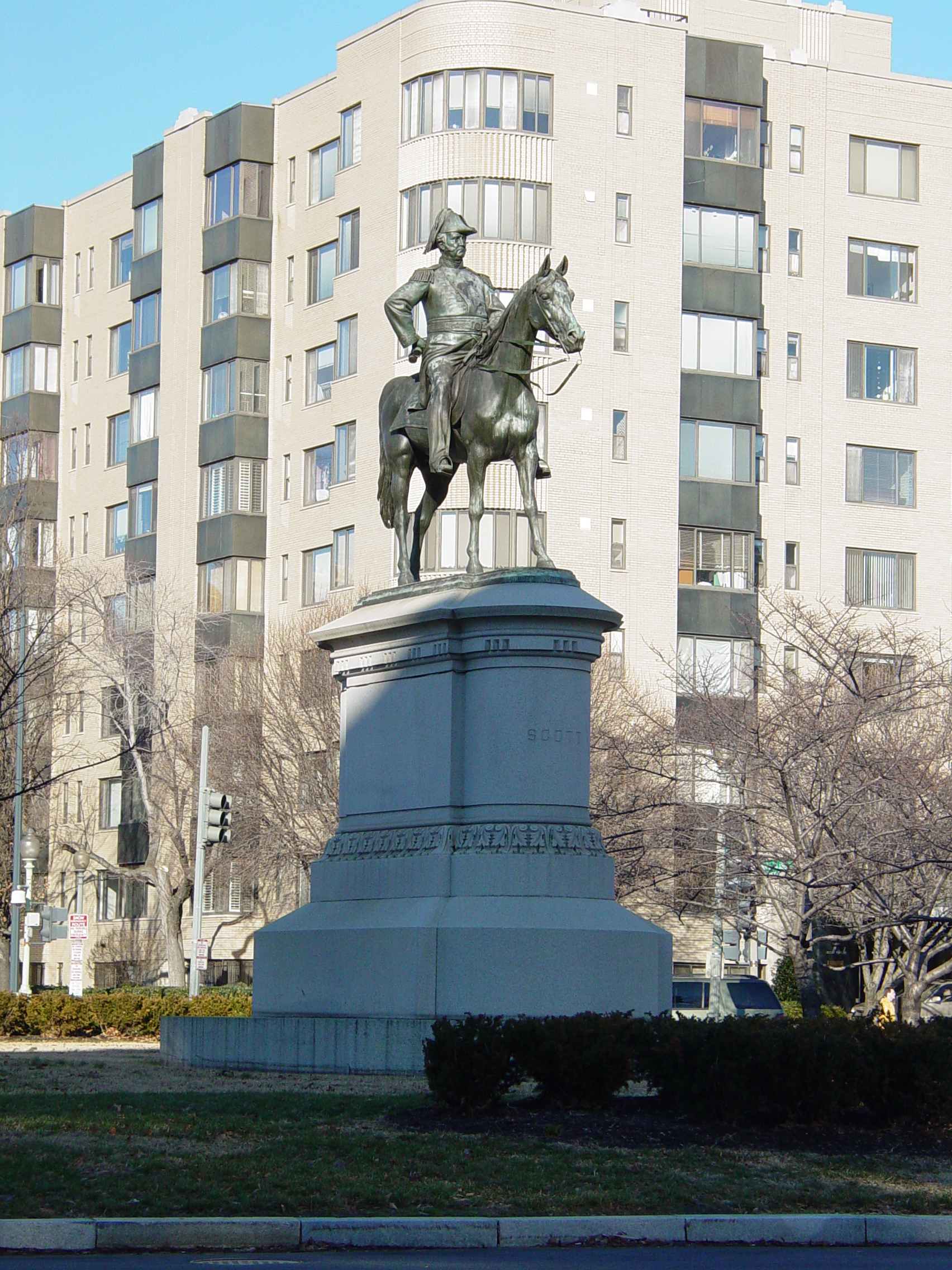
Winfield Scott Monument op Scott Circle

Scott Circle is een rotonde en plein in het centrum van Washington D.C. Het ligt op de kruising van Massachusetts Avenue, Rhode Island Avenue en 16th Street, NW, die onder Scott Circle loopt via een tunnel die geopend werd op 29 december 1941.
De ambassades van Australië en de Filipijnen bevinden zich aan Scott Circle. Een ruiterstandbeeld van Winfield Scott werd in 1874 onthuld in het midden van Scott Circle. Aan de west- en oostzijde staan monumenten respectievelijk ter ere van Daniel Webster en Samuel Hahnemann, waarvan het laatste is ontworpen door Charles Henry Niehaus.
Het rechthoekige plein met in het midden een rotonde (vandaar de naam Circle) is ontworpen door Pierre Charles L'Enfant als een van de vele pleinen op de kruisingen van de diagonale hoofdstraten die hij ontwierp in zijn plan voor de nieuwe Amerikaanse hoofdstad.